# Кобиляни (Свентокшиське воєводство)
Кобиляни (пол. Kobylany) — село в Польщі, у гміні Опатув Опатовського повіту Свентокшиського воєводства.
Населення — 597 осіб (2011).
У 1975-1998 роках село належало до Тарнобжезького воєводства.

## Демографія
Демографічна структура на день 31 березня 2011 року:
|          | Загалом | Допрацездатний вік | Працездатний вік | Постпрацездатний вік |
| -------- | ------- | ------------------ | ---------------- | -------------------- |
| Чоловіки | 278     | 58                 | 189              | 31                   |
| Жінки    | 319     | 59                 | 182              | 78                   |
| Разом    | 597     | 117                | 371              | 109                  |